# Bruce Penhall
Bruce Lee Penhall (ur. 10 maja 1957 na Balboa Island) – amerykański żużlowiec, występujący również na długim torze, i aktor.

## Życiorys

### Kariera sportowa
Wystąpił jedynie w trzech finałach Indywidualnych Mistrzostw Świata. Pierwszy raz w nim startował w roku 1980 na słynnym stadionie Ullevi w szwedzkim Göteborgu, zajął wysokie piąte miejsce. A następne dwa lata (1981 na stadionie Wembley w Londynie i 1982 w swoim kraju w Los Angeles) Bruce został najlepszym żużlowcem na świecie. Jego największym rywalem był Kenny Carter z Anglii.
Dwa razy został powołany do kadry amerykańskiej w finałach DMŚ. Zadebiutował w roku 1980 we Wrocławiu, jego kadra zajęła drugie miejsce i zdobył komplet punktów w czterech startach. Dwa lata później w Londynie zdobył mistrzostwo świata z kolegami m.in. Kelly Moran, Bobby Schwartz, Shawn Moran i rezerwowy Scott Autrey.
Dwa razy był w finałach MŚP. W jego pierwszym finale zajął piąte miejsce, ale był osamotniony i tak zdobył 14 punktów. Gdyby nie jego kolega w parze Kelly Moran doznał kontuzję na treningu tuż przed zawodami, to razem mogli stanąć na podium. W roku 1981 na Stadionie Śląskim w Chorzowie razem z Bobby’em Schwartzem mistrzostwo świata.
Raz wystąpił w finale IMŚ na długim torze w Scheeßel (1980), ale w trzech wyścigach nie zdobył punktu.
Po zakończeniu sezonu 1982, będąc aktualnym mistrzem świata, zrezygnował z żużla i rozpoczął karierę aktorską.

### Życie prywatne
Z żoną Laurie McDermott, którą poślubił w 1985 r., ma czwórkę dzieci.

## Przynależność klubowa
Wielka Brytania
- Cradley Heath Heathens (1978–1982)

## Osiągnięcia
Indywidualne Mistrzostwa Świata
- 1980 –  Göteborg – 5. miejsce – 9 pkt → wyniki
- 1981 –  Londyn – 1. miejsce – 14 pkt → wyniki
- 1982 –  Los Angeles – 1. miejsce – 14 pkt → wyniki

Drużynowe Mistrzostwa Świata
- 1980 –  Wrocław – 2. miejsce – 12 pkt → wyniki
- 1982 –  Londyn – 1. miejsce – 10 pkt → wyniki

Mistrzostwa Świata Par
- 1979 –  Vojens – 5. miejsce – 14 pkt → wyniki
- 1981 –  Chorzów – 1. miejsce – 14 pkt → wyniki

Indywidualne Mistrzostwa Świata na długim torze
- 1980 –  Scheeßel – 17. miejsce – 0 pkt → wyniki

Indywidualne Mistrzostwa USA
- do uzupełnienia

## Wybrana filmografia

### Filmy fabularne
| Rok  | Tytuł                            | Rola            | Reżyser                                    |
| ---- | -------------------------------- | --------------- | ------------------------------------------ |
| 1986 | Wyliczanka (Camping del terrore) | Dave Calloway   | Ruggero Deodato                            |
| 1988 | Picasso Trigger                  | Hondo           | Andy Sidaris                               |
| 1989 | Dzika plaża (Savage Beach)       | Bruce Christian | Andy Sidaris                               |
| 1990 | Guns                             | Bruce Christian | Andy Sidaris                               |
| 1991 | Do or Die                        | Bruce Christian | Andy Sidaris                               |
| 1993 | Hard Hunted                      | Bruce Christian | Andy Sidaris                               |
| 1993 | Fit to Kill                      | Bruce Christian | Andy Sidaris                               |
| 1993 | Enemy Gold                       | Chris Cannon    | Christian Drew Sidaris (jako Drew Sidaris) |
| 1994 | The Dallas Connection            | Chris Cannon    | Christian Drew Sidaris (jako Drew Sidaris) |
| 1998 | CHiPs '99 (TV)                   | Bruce Nelson    | Jon Cassar                                 |

### Seriale TV
| Rok     | Tytuł                           | Rola                 |
| ------- | ------------------------------- | -------------------- |
| 1982-83 | CHiPs                           | Oficer Bruce Nelson  |
| 1984    | Fakty życia (The Facts of Life) | Steve Garland        |
| 1985    | Statek miłości (The Love Boat)  | Neil Bonhoff         |
| 1995    | Renegat (Renegade)              | Donny                |
| 1996    | E! True Hollywood Story         | w roli samego siebie |